# Neoathyreus fissicornis
Neoathyreus fissicornis är en skalbaggsart som beskrevs av Edgar von Harold 1880. Neoathyreus fissicornis ingår i släktet Neoathyreus och familjen Bolboceratidae. Inga underarter finns listade i Catalogue of Life.